# 任玉奇
任玉奇（1955年—），湖南湘潭人，汉族，中华人民共和国政治人物、第十一届全国人民代表大会湖南地区代表。
毕业于湘潭大学。加入致公党。担任金侨集团董事长。2008年起担任全国人大代表。